# کوشتسه (استان لهستان کوچک‌تر)
کوشتسه (به لهستانی:  Koszyce) یک روستا در لهستان است که در گمینا کوشتسه واقع شده‌است.
 کوشتسه  ۸۳۰ نفر جمعیت دارد.